# ایستگاه مک‌کاون
ایستگاه مک‌کاون (انگلیسی: McCowan station) یک ایستگاه مترو در خط ۳ اسکاربرو متروی تورنتو در تورنتو، انتاریو، کانادا است.